# Transistor

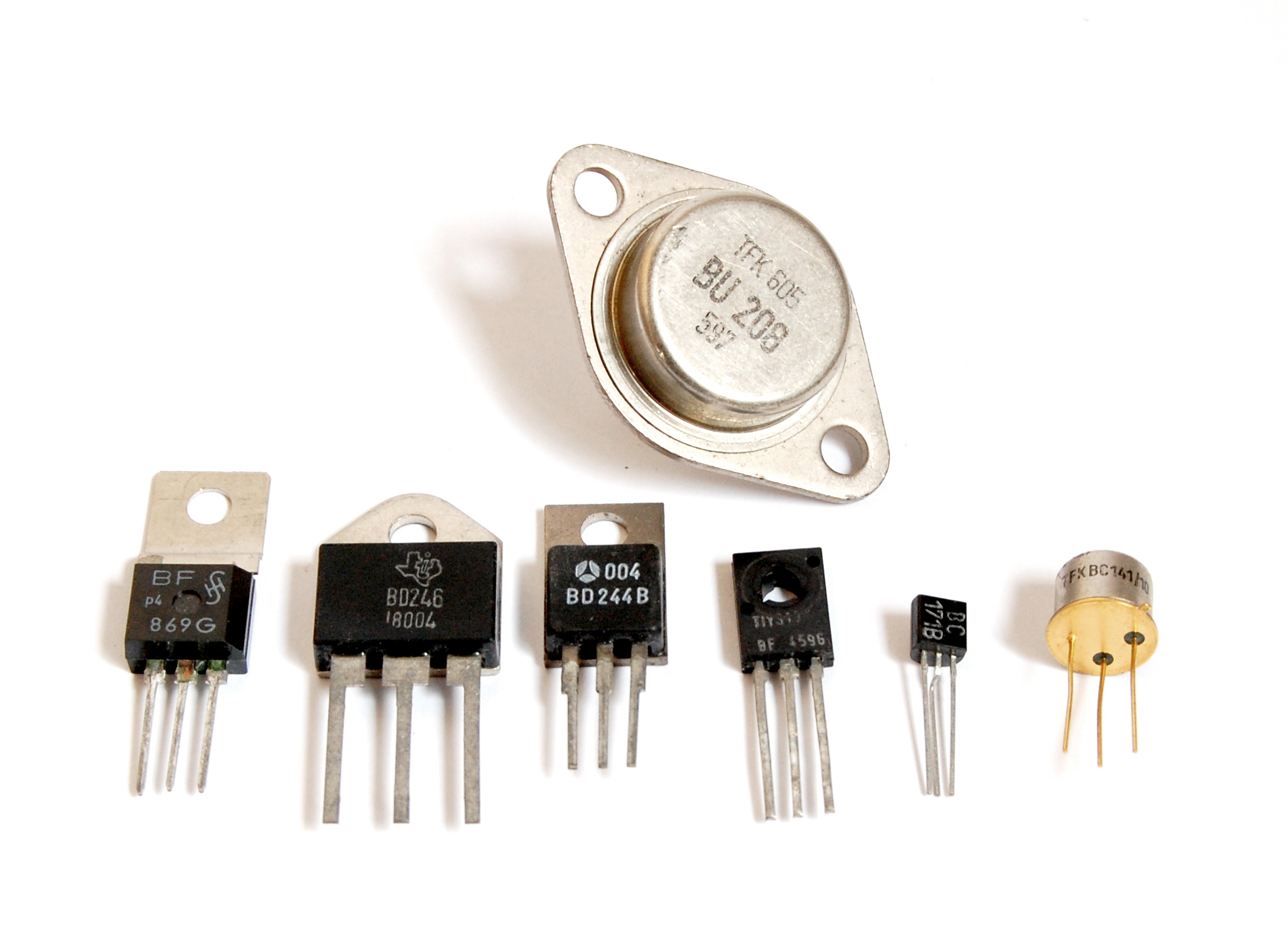
Auswahl an diskreten Transistoren in verschiedenen THT-Gehäuseformen

Ein Transistor ist ein elektronisches Halbleiter-Bauelement zum Steuern oder Verstärken meistens niedriger elektrischer Spannungen und Ströme. Er ist der weitaus wichtigste „aktive“ Bestandteil elektronischer Schaltungen, der beispielsweise in der Nachrichtentechnik, der Leistungselektronik und in Computersystemen eingesetzt wird. Besondere Bedeutung haben Transistoren – zumeist als Ein/Aus-Schalter – in integrierten Schaltkreisen, was die weit verbreitete Mikroelektronik ermöglicht.

Die Bezeichnung „Transistor“ ist ein Kofferwort des englischen transfer resistor, was in der Funktion einem durch eine angelegte elektrische Spannung oder einen elektrischen Strom steuerbaren elektrischen Widerstand entspricht. Die Wirkungsweise ähnelt der einer entsprechenden Elektronenröhre, nämlich der Triode.

## Geschichte

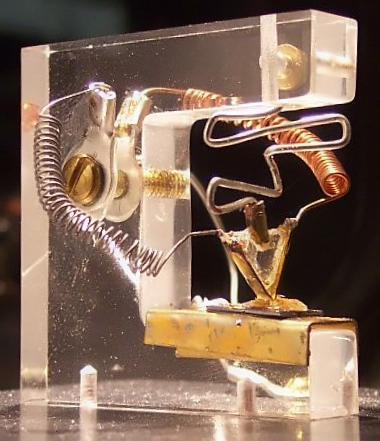
Nachbau des ersten Transistors von Shockley, Bardeen und Brattain von 1947/48 im Nixdorf-Museum

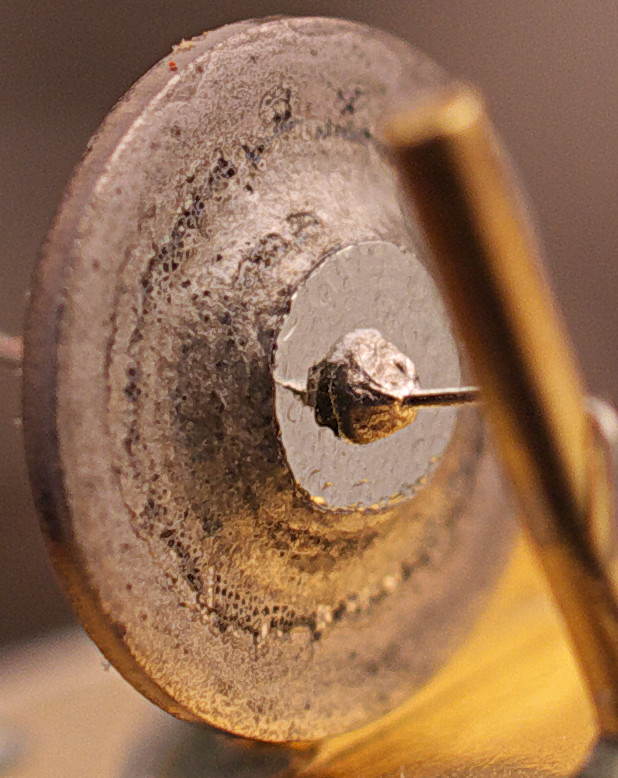
Nahaufnahme eines Germaniumtransistors aus den 1960er Jahren mit zentraler Germaniumscheibe und in der Mitte die „Indiumpille“ als Kontakt

Die ersten Patente auf das Prinzip des Transistors meldete Julius Edgar Lilienfeld im Jahr 1925 an. Lilienfeld beschreibt in seiner Arbeit ein elektronisches Bauelement, das Eigenschaften einer Elektronenröhre aufweist und im weitesten Sinne mit dem heute als Feldeffekttransistor (FET) bezeichneten Bauelement vergleichbar ist. Zu dieser Zeit war es technisch noch nicht möglich, Feldeffekttransistoren praktisch zu realisieren.
Im Jahr 1934 ließ der Physiker Oskar Heil den Aufbau eines Feldeffekttransistors patentieren, bei dem es sich um einen Halbleiter-FET mit isoliertem Gate handelt. Die ersten praktisch realisierten Sperrschicht-Feldeffekttransistoren JFETs mit einem p-n-Übergang (positiv-negativ) und einem Gate als Steuerelektrode gehen auf Herbert F. Mataré, Heinrich Welker sowie parallel dazu William Shockley und Walter H. Brattain aus dem Jahr 1945 zurück. Der Feldeffekttransistor wurde somit historisch vor dem Bipolartransistor realisiert, konnte sich damals aber noch nicht praktisch durchsetzen. Damals wurden diese Bauelemente noch nicht als Transistor bezeichnet; den Begriff „Transistor“ prägte John R. Pierce im Jahr 1948.
Ab 1942 experimentierte Herbert Mataré bei Telefunken mit dem von ihm als Duodiode (Doppelspitzendiode) bezeichneten Bauelement im Rahmen der Entwicklung eines Detektors für Doppler-Funkmess-Systeme. Die von Mataré dazu aufgebauten Duodioden waren Punktkontakt-Dioden auf Halbleiterbasis mit zwei sehr nahe beieinanderstehenden Metallkontakten auf dem Halbleitersubstrat. Mataré experimentierte dabei mit polykristallinem Silizium (kurz: Polysilizium), das er von Karl Seiler aus dem Telefunken-Labor in Breslau bezog, und mit Germanium, das er von einem Forschungsteam der Luftwaffe bei München (in dem auch Heinrich Welker mitwirkte) erhielt. Bei den Experimenten mit Germanium entdeckte er Effekte, die sich nicht als zwei unabhängig arbeitende Dioden erklären ließen: Die Spannung an der einen Diode konnte den Strom durch die andere Diode beeinflussen. Diese Beobachtung bildete die Grundidee für die späteren Spitzentransistoren, eine frühe Bauform des Bipolartransistors.
In den Bell Laboratories in den Vereinigten Staaten entwickelte die Gruppe um John Bardeen, William Shockley und Walter Brattain den ersten funktionierenden Bipolartransistor in Form eines Spitzentransistors, der am 23. Dezember 1947 erstmals firmenintern präsentiert werden konnte. Für die Erfindung des Bipolartransistors erhielten John Bardeen, William Shockley und Walter Brattain 1956 den Nobelpreis für Physik. Da Shockley mit seinem Team einen Bipolartransistor realisiert hatte, der nicht auf dem Funktionsprinzip eines Feldeffekttransistors basiert, finden sich in dem US-Patent auch keine Referenzen auf die theoretischen Vorarbeiten von Lilienfeld und Heil aus den 1920er Jahren.
Unabhängig von den Arbeiten in den USA entwickelten die beiden Wissenschaftler Herbert Mataré und Heinrich Welker in Frankreich ebenfalls einen funktionsfähigen Bipolartransistor. Sie waren einige Monate später erfolgreich und meldeten dafür am 13. August 1948 in Paris ein Patent an. Am 18. Mai 1949 wurde diese Entwicklung unter dem Kunstwort „Transistron“ der Öffentlichkeit vorgestellt. Dieser neue Begriff fand aber in Folge keine wesentliche Verbreitung.
In den Folgejahren folgten weitere technologische Verbesserungen. So gelang der Gruppe um Gordon Teal, Morgan Sparks und William Shockley bei den Bell Labs im Jahr 1951 die Herstellung eines Flächentransistors, der aus nur einem Kristall besteht. Bis dahin waren Bipolartransistoren als Spitzentransistoren aufgebaut.
In den 1950er Jahren gab es einen Wettlauf zwischen der Elektronenröhre und den damals üblichen Bipolartransistoren, in dem die Chancen des Bipolartransistors wegen der vergleichsweise niedrigen Transitfrequenzen häufig eher skeptisch beurteilt wurden. Die geringe Größe, der geringe Energiebedarf und später die zunehmenden Transitfrequenzen der Transistoren führten jedoch dazu, dass in den 1960er Jahren die Elektronenröhren als Signalverstärker auf fast allen technischen Gebieten abgelöst wurden.
Sperrschicht-Feldeffekttransistoren spielten im praktischen Einsatz, im Gegensatz zu den ersten Bipolartransistoren, in den 1950er bis in die späten 1960er Jahre noch kaum eine Rolle, obwohl deren theoretische Grundlagen länger bekannt waren. Feldeffekttransistoren ließen sich mit den damaligen Kenntnissen nicht wirtschaftlich fertigen und waren wegen der Durchschlagsgefahr des Gates durch unbeabsichtigte elektrostatische Entladung umständlich zu handhaben. Zur Lösung der bei bipolaren Transistoren auftretenden Probleme wie Leistungsbedarf und Anforderungen für integrierte Schaltungen beschäftigten sich Entwickler ab etwa 1955 eingehender mit den Halbleiteroberflächen und fanden Fertigungsverfahren wie die Planartechnik, die die Feldeffekttransistoren im Folgejahrzehnt zur Serienreife brachten.
Im Jahre 1959 entwickelten Martin M. Atalla und Dawon Kahng, damals beide bei den Bell Labs angestellt, den ersten Metall-Oxid-Halbleiter-Feldeffekttransistor (MOSFET), der miniaturisiert und in Massenproduktion hergestellt werden kann und die Grundlage der CMOS-Technik darstellt. Der MOSFET ermöglicht dank seiner Skalierbarkeit, geringer Leistung und hoher Dichte die Entwicklung von hochintegrierten Schaltungen von weit über einigen tausend MOSFETs.
Die ersten handelsüblichen Bipolartransistoren wurden aus dem Halbleitermaterial Germanium hergestellt und ähnlich wie Elektronenröhren in winzige Glasröhrchen eingeschmolzen. Die verschiedenen dotierten Zonen entstanden mit einem zentralen Germaniumplättchen, in das von beiden Seiten „Indiumpillen“ anlegiert waren. Letztere drangen damit tief in das Grundmaterial ein, in der Mitte blieb aber eine Basisstrecke gewünschter Dicke frei. Im Jahr 1954 kamen Bipolartransistoren aus Silizium auf den Markt (Gordon Teal bei Texas Instruments und Morris Tanenbaum an den Bell Labs). Dieses Grundmaterial war einfacher verfügbar und preisgünstiger. Seit den späten 1960er Jahren kamen großteils Metall- oder Kunststoffgehäuse zur Anwendung. Einsatzbereiche lagen zunächst in der analogen Schaltungstechnik wie den damals aufkommenden Transistorradios. Das Basismaterial Germanium wurde in Folge verstärkt durch das technisch vorteilhaftere Silizium ersetzt, das einen größeren Arbeitstemperaturbereich bei wesentlich geringeren Restströmen abdeckte und durch die Siliziumdioxid-Passivierung langzeitstabiler in den elektrischen Kennwerten gegenüber Germanium ist.
Der erste auf Galliumarsenid basierende Feldeffekttransistor, der sogenannte MESFET, wurde 1966 von Carver Mead entwickelt. Dünnschichttransistoren (engl. thin film transistor, abgekürzt TFT) wurden bereits 1962 von Paul K. Weimer entwickelt, konnten aber erst rund 30 Jahre später im Bereich heute üblicher farbiger TFT-Displays einen Anwendungsbereich finden.
Werden alle Transistoren in sämtlichen bislang hergestellten Schaltkreisen wie Arbeitsspeicher, Prozessoren usw. zusammengezählt, ist der Transistor inzwischen diejenige technische Funktionseinheit, die von der Menschheit in den höchsten Gesamtstückzahlen produziert wurde und wird. Moderne integrierte Schaltungen, wie die in Personal Computern eingesetzten Mikroprozessoren, bestehen aus vielen Millionen bis Milliarden Transistoren, so besitzt die 2022 veröffentlichte Grafikkarte RTX 4090 76,3 Milliarden Transistoren.

## Typen
Es gibt zwei wichtige Gruppen von Transistoren, nämlich Bipolartransistoren und Feldeffekttransistoren (FET), die sich durch die Art der Ansteuerung voneinander unterscheiden.
Eine Liste mit einer groben Einordnung bzw. Gruppierung der Transistoren sowie weiteren Transistorenvarianten findet sich unter Liste elektrischer Bauelemente.

### Bipolartransistor

Schema eines npn-Transistors, der im Verstärkungsbereich betrieben wird. Im Halbleiterkristall wird elektrischer Strom durch Löcher und Elektronen übertragen.

Bei bipolaren Transistoren tragen sowohl bewegliche negative Ladungsträger, die Elektronen, als auch positive Ladungsträger, sogenannte Defektelektronen, zur Funktion bzw. zum Ladungstransport bei. Defektelektronen, auch als Löcher bezeichnet, sind unbesetzte Zustände im Valenzband, die sich durch Generation und Rekombination von Elektronen im Kristall bewegen. Zu den bipolaren Transistoren gehören unter anderem der IGBT und der HJBT. Der wichtigste Vertreter ist jedoch der Bipolartransistor (engl.: bipolar junction transistor, BJT).
Der Bipolartransistor wird durch einen elektrischen Strom angesteuert. Die Anschlüsse werden mit Basis, Emitter, Kollektor bezeichnet (im Schaltbild abgekürzt durch die Buchstaben B, E, C). Ein kleiner Steuerstrom auf der Basis-Emitter-Strecke führt zu Veränderungen der Raumladungszonen im Innern des Bipolartransistors und kann dadurch einen großen Strom auf der Kollektor-Emitter-Strecke steuern. Je nach Dotierungsfolge im Aufbau unterscheidet man zwischen npn- (negativ-positiv-negativ) und pnp-Transistoren (positiv-negativ-positiv). Dotierung bedeutet in diesem Zusammenhang das Einbringen von Fremdatomen bei dem Herstellungsprozess in eine Schicht des hochreinen Halbleitermaterials, um die Kristallstruktur zu verändern.
Bipolartransistoren sind grundsätzlich immer selbstsperrend: Ohne Ansteuerung mittels eines kleinen Stromes durch die Basis-Emitter-Strecke sperrt der Transistor auf der Kollektor-Emitter-Strecke.
Im Schaltsymbol ist der Anschluss Emitter (E) in beiden Fällen mit einem kleinen Pfeil versehen: Bei einem npn-Transistor zeigt dieser vom Bauelement weg, beim pnp-Transistor weist er zu dem Bauelement hin. Der Pfeil beschreibt die technische Stromrichtung (Bewegung gedachter positiver Ladungsträger) am Emitter. In frühen Jahren wurde in Schaltplänen bei den damals oft eingesetzten diskreten Transistoren zur Kennzeichnung des Transistorgehäuses ein Kreis um das jeweilige Symbol gezeichnet. Die Kreissymbole sind durch den heutigen vorherrschenden Einsatz integrierter Schaltungen unüblich geworden.
Die Verknüpfung zweier Bipolartransistoren mit Vor- und Hauptverstärkung zu einer Einheit wird als Darlington-Transistor oder als Darlington-Schaltung bezeichnet. Durch diese Verschaltung kann eine deutlich höhere Stromverstärkung erreicht werden als mit einem einzelnen Transistor. Weitere Details zu den Besonderheiten und Ansteuerungen finden sich in dem eigenen Artikel über Bipolartransistoren und in der mathematischen Beschreibung des Bipolartransistors. Einfache Schaltungsbeispiele finden sich in dem Artikel über Transistorgrundschaltungen und bei den Ersatzschaltungen des Bipolartransistors.

### Feldeffekttransistor
Feldeffekttransistoren, abgekürzt FET, oder auch als unipolare Transistoren bezeichnet, werden durch eine Spannung gesteuert. Besonders für FETs ist ein sehr hoher Eingangswiderstand im statischen Betrieb und die daher fast leistungslose Ansteuerung typisch.
Die drei Anschlüsse werden als Gate (dt. Tor, Gatter), das ist der Steueranschluss, Drain (dt. Senke, Abfluss) und Source (dt. Quelle, Zufluss) bezeichnet. Bei MOSFETs (Metalloxidschicht) kommt noch ein weiterer Anschluss, das Bulk oder Body (dt. Substrat), hinzu, das meist mit dem Source-Anschluss verbunden wird. Der Widerstand und somit der Strom der Drain-Source-Strecke wird durch die Spannung zwischen Gate und Source und das dadurch entstehende elektrische Feld gesteuert. Die Steuerung ist im statischen Fall fast stromlos. Der gesteuerte Strom im Drain-Source-Kanal kann, im Gegensatz zum Kollektorstrom von Bipolartransistoren, in beiden Richtungen fließen.
Die Klasse der Feldeffekttransistoren unterteilt sich in Sperrschicht-FETs (JFETs) und in die FETs, die mit einem durch einen Isolator getrennten Gate (MISFET, MOSFET) versehen sind. Unterschieden wird bei Feldeffekttransistoren darüber hinaus je nach Dotierung des Halbleiters zwischen n- und p-FETs, die sich bei den MOSFETs weiter in selbstleitende und selbstsperrende Typen aufteilen.
Bei den Unipolartransistoren ist immer nur eine Ladungsträgerart, negativ geladene Elektronen oder positiv geladene Defektelektronen, am Ladungsträgertransport durch den Transistor beteiligt.

#### Sperrschicht-Feldeffekttransistor
Bei Sperrschicht-FETs (engl. junction FET, JFET) wird die elektrisch isolierende Schicht zum Gate durch eine in Sperrrichtung betriebene Diode und deren unterschiedlich große Raumladungszone gebildet. Sperrschicht-FETs sind in der Grundform immer selbstleitende Transistoren: Ohne Spannung am Gate sind sie zwischen Source und Drain leitend. Durch das Anlegen einer Gate-Spannung geeigneter Polarität wird die Leitfähigkeit zwischen Source und Drain reduziert.
Es gibt allerdings auch spezielle Varianten, die ohne Gate-Spannung keinen Source-Drain-Strom aufweisen (selbstsperrende JFET, engl. normally-off JFET).
Auch JFETs gibt es in zwei Arten: n-Kanal und p-Kanal. Im Schaltsymbol wird bei einem n-Kanal der Pfeil zu dem Transistor gezeichnet und auf dem Gate-Anschluss eingezeichnet, wie in nebenstehender Abbildung dargestellt. Beim p-Kanal-Typ ist die Pfeilrichtung umgekehrt. Sperrschicht-FETs finden wegen der etwas komplizierteren Ansteuerung nur in speziellen Anwendungen, wie Mikrofonverstärkern, Anwendung.

#### Metall-Oxid-Halbleiter-Feldeffekttransistor

Schaltsymbole von MOSFETs

Prinzipieller Aufbau eines n-Kanal-MOSFETs im Querschnitt

Der Überbegriff MISFET leitet sich von der englischen Bezeichnung metal insulator semiconductor field-effect transistor (Metall-Isolator-Halbleiter-Feldeffekttransistor) ab. Sie stellen die andere große Gruppe dar, die Feldeffekttransistoren mit einem durch einen Isolator getrennten Gate (englisch isolated gate field-effect transistor, IGFET).
Aus historischen Gründen wird statt MISFET oder IGFET meist die Bezeichnung MOSFET synonym verwendet. MOSFET steht für englisch Metal Oxide Semiconductor Field-Effect Transistor (Metall-Oxid-Halbleiter-Feldeffekttransistor) und geht auf die Ursprünge der Halbleitertechnik zurück; damals wurde als Gate-Material Aluminium und als Isolator Siliziumdioxid verwendet.
Wie der Name schon andeutet, wird ein MOSFET vor allem durch den Aufbau des Gate-Schichtstapels definiert. Dabei ist ein „metallisches“ Gate durch ein Oxid (Isolator) vom stromführenden Kanal (Halbleiter) zwischen Source und Drain elektrisch isoliert. Mit Technologiestand im Jahr 2008 wurde vornehmlich hochdotiertes Polysilizium als Gate-Material eingesetzt, womit die Bezeichnung MISFET bzw. MOSFET nicht korrekt ist. In Verbindung mit dem Substratmaterial Silizium bietet sich Siliziumdioxid als Isolationsmaterial an, da es sich technologisch einfach in den Herstellungsprozess integrieren lässt und gute elektrische Eigenschaften aufweist. Eine Ausnahme stellt die High-k+Metal-Gate-Technik dar, bei der ein metallisches Gate in Verbindung mit High-k-Materialien aus Metalloxiden eingesetzt wird.
Ein Vorteil der MOSFET-Technik ist, dass durch den Einsatz eines Isolators im Betrieb keine Raumladungszone als Trennschicht, wie beim Sperrschicht-FET mit entsprechender Ansteuerungspolarität, gebildet werden muss. Der Gate-Anschluss kann somit in bestimmten Bereichen mit sowohl positiven als auch negativen Spannungen gegen den Source-Anschluss beaufschlagt werden.
Je nach Dotierung des Grundmaterials lassen sich sowohl n- als auch p-Kanal-MOSFETs herstellen. Diese können auch in Form selbstleitender oder selbstsperrender Typen im Rahmen der Herstellungsprozesse konfiguriert werden. Die Schaltsymbole umfassen damit vier mögliche Variationen wie in nebenstehender Abbildung dargestellt. Dabei ist erkennbar, dass die selbstleitenden MOSFETs, auch als Verarmungstyp bezeichnet, eine durchgezogene Linie zwischen den Anschlüssen Drain und Source aufweisen. Diese Linie ist bei den selbstsperrenden Typen, auch als Anreicherungstyp bezeichnet, unterbrochen. Der Pfeil wird bei diesen Transistoren am Bulk-Anschluss eingezeichnet und bei einem n-Kanal-Typ zu dem Transistorsymbol orientiert, bei einem p-Kanal vom Transistor weg gezeichnet. Der Bulk-Anschluss ist oft fest mit dem Source-Anschluss direkt am Halbleiter verbunden.
Wegen der größeren Vielfalt und der leichteren elektrischen Steuerbarkeit sind MOSFETs die heute mit großem Abstand am meisten produzierten Transistoren. Möglich wurde dies vor allem durch die CMOS-Technologie, bei der n- und p-MOSFETs kombiniert werden. Erst der Einsatz dieser Technologie erlaubte die Realisierung hochkomplexer, integrierter Schaltungen mit einer deutlich reduzierten Leistungsaufnahme, die mit anderen Transistortypen nicht möglich wäre.

### Spezielle Transistortypen

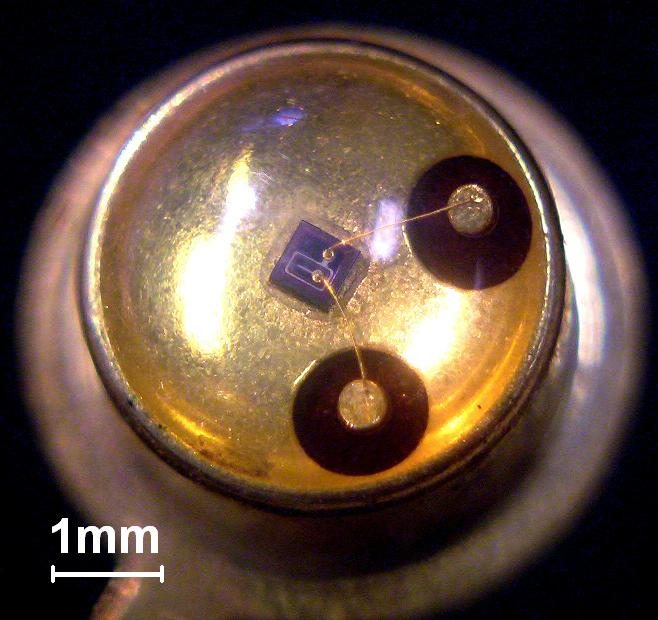
Nahaufnahme eines Fototransistors (kleines quadratisches Plättchen in der Bildmitte)

Neben den Transistorgrundtypen gibt es einige weitere Varianten für spezielle Anwendungsbereiche wie den Bipolartransistor mit isolierter Gateelektrode, abgekürzt IGBT. Diese Transistoren finden seit Ende der 1990er Jahre vor allem in der Leistungselektronik Anwendung und stellen eine Kombination aus MOS- und Bipolartechnologie in einem gemeinsamen Gehäuse dar. Da diese Leistungstransistoren Sperrspannungen bis zu 6 kV aufweisen und Ströme bis zu 3 kA schalten können, ersetzen sie in der Leistungselektronik zunehmend Thyristoren.
Fototransistoren sind optisch empfindliche bipolare Transistoren, wie sie unter anderem in Optokopplern Verwendung finden. Die Steuerung dieser Transistoren erfolgt nicht durch einen kleinen Basis-Emitter-Strom – mitunter wird der Basisanschluss auch weggelassen –, sondern ausschließlich durch den Einfall von Licht (beispielsweise angewendet in Lichtschranken). Licht hat in der Raumladungszone des p-n-Überganges des Bipolartransistors eine ähnliche Wirkung wie der Basisstrom, der normalerweise an der Basis(B), auf engl. Gate(G), geschaltet wird. Deswegen sollten herkömmliche Transistoren, bei denen dieser Effekt unerwünscht ist, in einem lichtundurchlässigen Gehäuse untergebracht sein.
Ein heute kaum noch verwendeter Transistor ist der Unijunctiontransistor, abgekürzt UJT. Er ähnelt in seiner Funktion eher Thyristoren bzw. den Diacs, wird historisch aber zu den Transistoren gezählt. Seine Funktion, beispielsweise in Sägezahngeneratoren, wird heute großteils durch integrierte Schaltungen realisiert.
In manchen Flüssigkristallbildschirmen, den meist farbfähigen TFT-Displays, kommen pro Pixel im aktiven Bildbereich bis zu drei Dünnschichttransistoren (engl. Thin Film Transistor, TFT) zu Anwendung. Diese Feldeffekttransistoren sind praktisch durchsichtig. Sie werden zur Ansteuerung der einzelnen Pixel verwendet und ermöglichen im Vergleich zu den transistorlosen, farbfähigen LC-Displays einen höheren Kontrast. Je nach Größe des TFT-Display können pro Bildschirm bis zu einigen Millionen Dünnfilmtransistoren eingesetzt werden.
In elektrisch programmierbaren Festwertspeichern wie EPROMs und EEPROMs finden spezielle MOSFET mit einem sogenannten Floating Gate als primäres Speicherelement Anwendung. Durch die im Floating Gate gespeicherte elektrische Ladung ist der Transistor permanent ein- bzw. ausgeschaltet und kann den Informationsgehalt eines Bits speichern. Das Beschreiben, und bei einigen Typen auch das Löschen, wird mittels des quantenmechanischen Tunneleffektes ermöglicht.
In integrierten Schaltungen werden weitere spezielle Formen wie der Multiemitter-Transistor eingesetzt, der bei Logikgattern in der Transistor-Transistor-Logik die eigentliche logische Verknüpfung der Eingangssignale durchführt.

#### Thermotransistoren
2023 stellten Forschende der UCLA einen „thermischen Transistor“ (thermal transistor) vor, der durch die Gate-Schaltung des elektrischen Feldes den Wärmefluss im Bauelement verändern kann. Im Gegensatz zu früheren Proofs of Concept ist das Bauteil über eine Million Schaltvorgänge hinweg funktionsfähig, was Anwendungsfälle wie effizienzsteigernde Kühlung und Energy Harvesting suggeriert.

## Bauformen

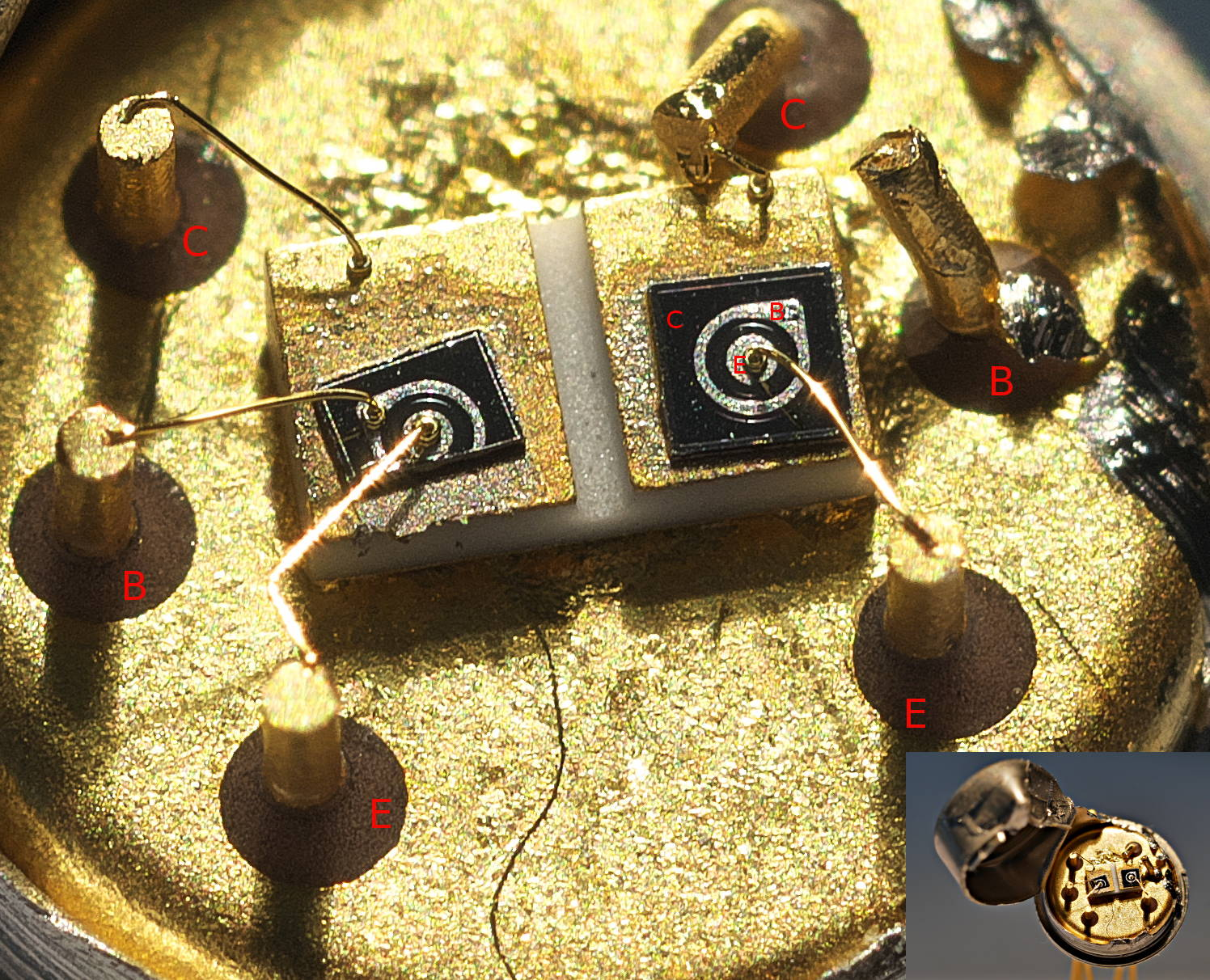
Doppeltransistor, Gehäuse geöffnet (1970er Jahre)

Im Laufe der Geschichte der Mikroelektronik wurde – im Hinblick auf den funktionalen inneren Aufbau – eine Vielzahl von Transistorbauformen entwickelt, die sich vor allem in der Herstellung der pn-Übergänge und der Anordnung der dotierten Bereiche unterscheiden. Der erste praktisch realisierte Transistor war 1947 der Spitzentransistor. Darauf folgten zahlreiche Versuche, die Herstellung einfacher und somit auch günstiger zu machen. Wichtige Bauformen bipolarer Einzel-Transistoren sind: der gezogene Transistor, der Legierungstransistor, der Drifttransistor, der Diffusionstransistor, der diffundiert-legierte Mesatransistor, der Epitaxialtransistor und der Overlay-Transistor. Die wohl wichtigste Bauform ist jedoch der 1960 von Jean Hoerni entwickelte Planartransistor, der sowohl einen wirksamen Schutz des sensiblen pn-Übergangs als auch eine parallele Massenfertigung auf einem Substrat (Wafer) erlaubte – was die Entwicklung von integrierten Schaltkreisen (ICs) wesentlich beeinflusste.
Für u. a. Differenzverstärker ist es wichtig, dass deren beide Eingangstransistoren möglichst isotherm betrieben werden. Unter anderem dafür werden Doppeltransistoren hergestellt, zwei Transistoren in einem Gehäuse. Auf dem nebenstehenden Bild deutlich erkennbar sind die einzelnen Transistoren auf einem kleinen Messingplättchen, die wiederum auf einem keramischen und elektrisch isolierenden Bock liegen. Moderne Typen in SO-Gehäusen basieren teilweise auf zwei Transistoren auf einem Die, auch gibt es integrierte Transistorarrays (z. B. CA 3086) oder vollkommen integrierte Differenzverstärker in Form von Operationsverstärkern und Komparatoren.
Die erst später praktisch realisierten Feldeffekttransistoren können in ähnlich vielen Bauformen realisiert werden. Die wichtigsten Formen sind der planare Metall-Oxid-Halbleiter-Feldeffekttransistor, der Nanodrahttransistor sowie der FinFET.
Ging es in der Anfangsphase der Mikroelektronik noch darum, überhaupt funktionsfähige Transistoren mit guten elektrischen Eigenschaften herzustellen, so wurden später zunehmend Bauformen für spezielle Anwendungen und Anforderungen entwickelt, beispielsweise Hochfrequenz-, Leistungs- und Hochspannungstransistoren. Diese Unterteilung gilt sowohl für Bipolar- als auch für Feldeffekttransistoren. Für einige Anwendungen wurden auch spezielle Transistortypen entwickelt, die typische Eigenschaften der beiden Haupttypen vereinen, z. B. der Bipolartransistor mit isolierter Gate-Elektrode (IGBT).

## Werkstoffe

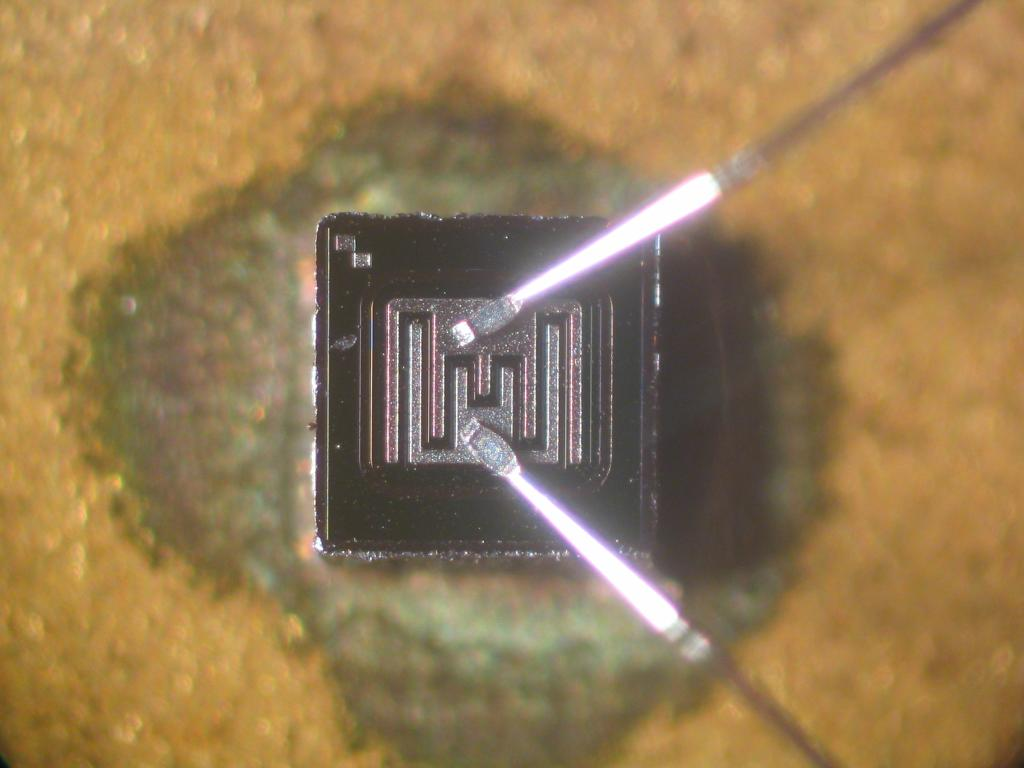
Nahaufnahme eines Halbleiterplättchens (englisch die) mit einem Bipolartransistor von oben und den Anschlussdrähten

Bipolare Transistoren wurden in der Anfangszeit aus dem Halbleiter Germanium gefertigt, während heute überwiegend der Halbleiter Silizium sowohl bei Feldeffekttransistoren als auch Bipolartransistoren verwendet wird. Der schrittweise Ersatz des Germaniums durch Silizium im Laufe der 1960er und 1970er Jahre geschah unter anderem aus folgenden Gründen (vgl. Thermische Oxidation von Silizium):
1. Silizium besitzt ein stabiles, nichtleitendes Oxid (Siliziumdioxid), hingegen ist Germaniumoxid wasserlöslich, was unter anderem die Reinigung komplizierter macht.
  - Siliziumdioxid eignet sich zur Oberflächenpassivierung der Halbleiter, wodurch die Umgebung (Verschmutzungen, Oberflächenladungen usw.) die elektrischen Eigenschaften der Bauelemente deutlich weniger beeinflussten und somit reproduzierbarer wurden.
  - Mit der thermischen Oxidation von Silizium existierte ein einfacher Herstellungsprozess von Siliziumdioxid auf einkristallinem Silizium. Die dabei entstehende Silizium-Siliziumdioxid-Grenzfläche zeigt eine geringe Anzahl an Grenzflächenladungen, was unter anderem die praktische Umsetzung von Feldeffekttransistoren mit isoliertem Gate ermöglichte.
2. Silizium ist genauso wie Germanium ein Elementhalbleiter. Bei Silizium ist die Gewinnung und Handhabung einfacher als bei Germanium.

Für Spezialanwendungen werden weitere Materialien eingesetzt. So besitzen einige Verbindungshalbleiter wie das giftige Galliumarsenid bessere Eigenschaften für hochfrequente Anwendungen, sind aber teurer zu fertigen und benötigen andere Fertigungseinrichtungen. Um diese praktischen Nachteile des Galliumarsenids zu umgehen, existieren verschiedene Halbleiterkombinationen wie Siliziumgermanium, die für höhere Frequenzen verwendbar sind. Für Hochtemperaturanwendungen kommen für die Herstellung von Transistoren spezielle Halbleitermaterialien wie Siliziumcarbid (SiC) zur Anwendung. Diese Transistoren können beispielsweise direkt an einem Verbrennungsmotor bei Temperaturen bis zu 600 °C eingesetzt werden. Bei siliziumbasierenden Halbleitern liegt die maximale Betriebstemperatur im Bereich von 150 °C.

## Anwendungsbereiche
Transistoren werden heutzutage in nahezu allen elektronischen Schaltungen verwendet. Der Einsatz als einzelnes (diskretes) Bauelement spielt dabei eine nebensächliche Rolle. Sogar in der Leistungselektronik werden zunehmend mehrere Transistoren auf einem Substrat gefertigt; dies geschieht hauptsächlich aus Kostengründen.
Eine ältere Typisierung von Transistoren erfolgte nach den Einsatzgebieten:
- Kleinsignaltransistoren – einfache, ungekühlte Transistoren für analoge NF-Technik für Leistungen bis ca. 1 W
- Leistungstransistoren – robuste, kühlbare Transistoren für Leistungen oberhalb 1 W
- Hochfrequenztransistoren – Transistoren für Frequenzen oberhalb 100 kHz, bei Frequenzen jenseits der 100 MHz wird auch die äußere Gestaltung beispielsweise in Streifenleitertechnik ausgeführt
- Schalttransistoren – Transistoren mit günstigem Verhältnis von Durchlass- zu Sperrstrom, bei denen die Kennlinie nicht besonders linear zu sein braucht, in Varianten für kleine und für große Leistungen. Bipolare Transistoren im Kleinleistungsbereich mit integrierten Vorschaltwiderständen werden auch als Digitaltransistor bezeichnet.

Differenziert wird inzwischen noch mehr nach dem Anwendungsgebiet. Die Maßstäbe haben sich ebenfalls verschoben, die Grenze von 100 kHz für HF-Transistoren würde heute ca. um den Faktor 1000 höher angesetzt werden.

### Digitale Schaltungstechnik
Ausgehend von der Zahl der gefertigten Bauelemente ist das Hauptanwendungsgebiet der Transistoren in der Digitaltechnik der Einsatz in integrierten Schaltungen, wie beispielsweise RAM-Speichern, Flash-Speichern, Mikrocontrollern, Mikroprozessoren und Logikgattern. Dabei befinden sich in hochintegrierten Schaltungen über eine Milliarde Transistoren auf einem Substrat, das meistens aus Silizium besteht und eine Fläche von einigen Quadratmillimetern aufweist. Der im Jahr 2009 noch exponentielle Anstieg der Transistorenanzahl pro Fläche in integrierten Schaltkreisen wird auch als Mooresches Gesetz bezeichnet. Jeder dieser Transistoren wird dabei als eine Art elektronischer Schalter eingesetzt, um einen Teilstrom in der Schaltung ein- oder auszuschalten. Mit dieser immer höheren Transistoranzahl je Chip wird dessen Speicherkapazität größer oder seine Funktionsvielfalt, indem bei modernen Mikroprozessoren beispielsweise immer mehr Aktivitäten in mehreren Prozessorkernen parallel abgearbeitet werden können. Alles dies steigert in erster Linie die Arbeitsgeschwindigkeit; weil die einzelnen Transistoren innerhalb der Chips dabei aber auch immer kleiner werden, sinkt auch deren jeweiliger Energieverbrauch, so dass die Chips insgesamt auch immer energiesparender (bezogen auf die Arbeitsleistung) werden.
Die Größe der Transistoren (Gate-Länge) bei hochintegrierten Chips beträgt im Jahr 2009 oft nur noch wenige Nanometer. So beträgt beispielsweise die Gate-Länge der Prozessoren, die in der sogenannten 45-nm-Technik gefertigt wurden, nur rund 21 nm; Die 45 nm bei der 45-nm-Technik beziehen sich auf die Größe der kleinsten lithographisch fertigbaren Struktur, die sogenannte Feature Size, was in der Regel der unterste Metallkontakt mit den Drain-Source-Gebieten ist. Die Halbleiterunternehmen treiben diese Verkleinerung voran; so stellte Intel im Dezember 2009 die neuen 32-nm-Testchips vor. Neben dem Bereich der Mikroprozessoren und Speicher sind an der Spitze der immer kleineren Strukturgrößen auch Grafikprozessoren und Field Programmable Gate Arrays (FPGAs).
In nachfolgender Tabelle ist beispielhaft die Anzahl der auf einigen verschiedenen Mikrochips eingesetzten Transistoren und Technologieknoten angegeben:
| Mikrochip                        | Anzahl der Transistoren | Technologie- knoten | Entwicklungs- jahr |
| -------------------------------- | ----------------------- | ------------------- | ------------------ |
| Intel 4004                       | 2.300                   | 10000 nm            | 1971               |
| Intel Pentium (P5)               | 3.100.000               | 800 nm              | 1993               |
| Intel Core 2 (Yorkfield) pro Die | 410.000.000             | 45 nm               | 2007               |
| Intel Itanium 2 Tukwila          | 2.046.000.000           | 65 nm               | 2010               |
| AMD Tahiti XT                    | 4.312.711.873           | 28 nm               | 2011               |
| Nvidia Kepler GK110              | 7.100.000.000           | 28 nm               | 2012               |
| AMD Epyc – 32-Kern-Prozessor     | 19.200.000.000          | 14 nm               | 2017               |

### Analoge Schaltungstechnik
In der analogen Schaltungstechnik finden sowohl Bipolartransistoren als auch Feldeffekttransistoren in Schaltungen wie dem Operationsverstärker, Signalgeneratoren oder als hochgenaue Referenzspannungsquelle Anwendung. Als Schnittstelle zu digitalen Anwendungen fungieren Analog-Digital-Umsetzer und Digital-Analog-Umsetzer. Die Schaltungen sind dabei im Umfang wesentlich kleiner. Die Anzahl der Transistoren pro Chip bewegen sich im Bereich von einigen 100 bis zu einigen 10.000 Transistoren.
In Transistorschaltungen zur Signalverarbeitung wie Vorverstärker ist das Rauschen eine wesentliche Störgröße. Es spielt dabei vor allem das thermische Rauschen, das Schrotrauschen sowie das 1/f-Rauschen eine Rolle. Bei dem MOS-Feldeffekttransistor ist das 1/f-Rauschen bereits unter ca. 1 MHz besonders groß. Das unterschiedliche Rauschverhalten bestimmt ebenfalls die möglichen Einsatzbereiche der Transistortypen, beispielsweise in Niederfrequenzverstärkern oder in speziellen rauscharmen Hochfrequenzumsetzern.
In der analogen Schaltungstechnik werden auch heute noch diskrete Transistoren unterschiedlichen Typs eingesetzt und mit anderen elektronischen Bauelementen auf Leiterplatten verbunden, so es für diese Anforderungen noch keine fertigen integrierten Schaltungen bzw. Schaltungsteile gibt. Ein weiterer Einsatzbereich für den Einsatz diskreter Transistorschaltungen liegt im qualitativ höheren Segment der Audiotechnik.

### Leistungselektronik

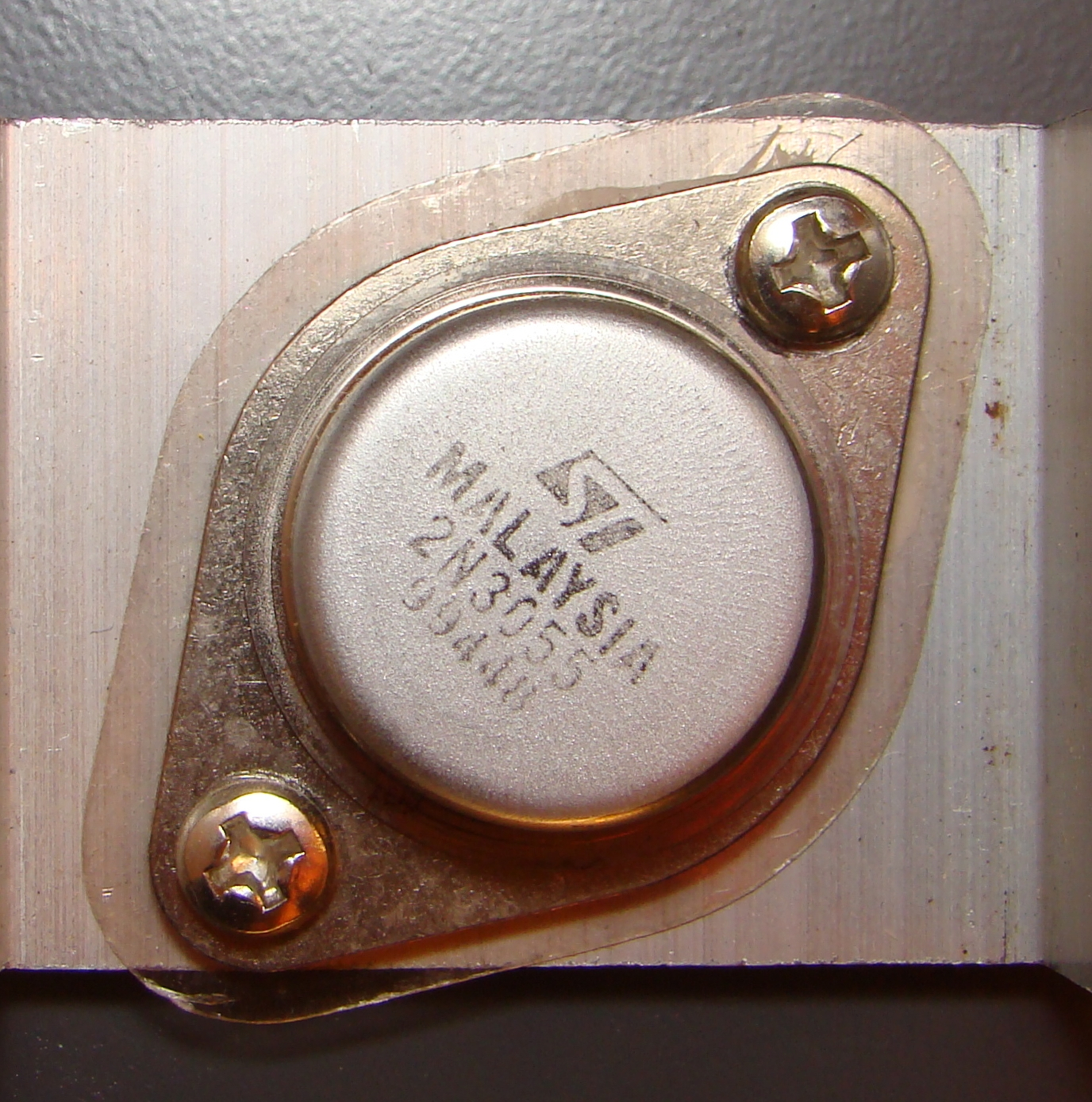
Leistungstransistor vom Typ 2N3055 im TO-3-Gehäuse, durch eine Glimmerscheibe elektrisch isoliert, auf einem Aluminium-Kühlkörper aufgeschraubt

Transistoren werden in unterschiedlichen Bereichen der Leistungselektronik eingesetzt. Im Bereich von Leistungsverstärkern finden sie sich in Endstufen. Im Bereich der geregelten Stromversorgungen wie bei Schaltnetzteilen finden Leistungs-MOSFETs oder IGBTs Anwendung – sie werden dort als Wechselrichter und synchroner Gleichrichter verwendet. IGBT und Leistungs-MOSFETs dringen zunehmend in Bereiche vor, die bisher größeren Thyristoren vorbehalten waren, bspw. in Wechselrichtern oder Motorsteuerungen. Der Vorteil der Leistungstransistoren gegenüber Thyristoren ist die Möglichkeit, Transistoren jederzeit ein- oder ausschalten zu können. Herkömmliche Thyristoren können zwar jederzeit eingeschaltet (gezündet) werden, aber nicht bzw. nur mit zusätzlichem Schaltungsaufwand wieder ausgeschaltet werden. Ein Umstand, der vor allem bei Gleichspannungsanwendungen von Nachteil ist.
Aufgrund der in der Leistungselektronik auftretenden Verlustleistungen kommen meist größere Transistorgehäuse wie TO-220 oder TO-3 zur Anwendung, die zusätzlich eine gute thermische Verbindung zu Kühlkörpern ermöglichen.

## Gehäuse und Aussehen
Transistoren haben normalerweise drei Anschlüsse, die als Drähte, Stifte, Bleche typisch nur an einer Seite des Gehäuses parallel herausgeführt werden. Die Lötflächen an SMD-Gehäusen liegen jedoch zumindest an zwei Seiten der Kontur. Insbesondere bei Leistungstransistoren, die fest mit einer Kühlfläche verschraubt werden, kommt es vor, dass der zu verschraubende Metallteil auch einen der drei Transistor Anschlüsse elektrisch herausführt, sodass nur zwei (weitere) Pole als Stifte o. Ä. zu finden sind. Kommen hingegen vier Drähte aus dem Gehäuse, kann einer die Funktion „S“ Schirm/Abschirmung haben. Enthält ein Gehäuse mehrere Transistoren, können – vgl. Darlingtontransistor – entsprechend viele Kontakte herausführen.
Es gibt individuell ausgesuchte Paare von Exemplaren mit möglichst ähnlichen Eigenschaften zum Einbau in entsprechend anspruchsvolle Schaltungen. Zudem gibt es sogenannte Komplementär-Paare (Typen) mit ähnlichen Eigenschaften, jedoch vertauschter Polarität, also ein npn- und ein pnp-Typ.
Der im Inneren unter Umständen filigrane Aufbau des Bauteils wird von einem vergleichsweise robusten Gehäuse gehaltert und zugleich umschlossen.
Aufgaben des Gehäuses und der Zuleitungen im Allgemeinen:
- Möglichst dichtes Abschließen:
  - Gasdicht gegen Zutritt von Sauerstoff und anderen chemisch-physikalischen Reagentien, um eine möglichst inerte und saubere Umgebung für die hochreinen Halbleitersubstanzen zu schaffen. Halbleiter können auch mit Isolierschichten beschichtet sein.
  - Lichtdicht
  - Abschirmen gegen ionisierende Strahlung (besonders bedeutsam bei Höhenflug, Raumfahrt, radioaktiv heißer Umgebung)
  - Elektrische und magnetische (Wechsel-)felder
- Geringer Wärmeflusswiderstand für die im Halbleiter (und seinen Zuleitungen) im Betrieb produzierte Wärme hin zum Kühlkörper als Wärmesenke. Gehäuse sind typisch mit Silikon-Wärmeleitpaste gefüllt.
- Seitliche Ableitung von über die elektrischen Kontakte während eines Lötvorgangs ankommende Wärme. Kleine Germaniumtransistoren sind mitunter mit dünnen Anschlussdrähten aus Eisen ausgestattet, die Wärme – aber auch elektrischen Strom – schlechter leiten als Kupfer.
- Durchleitung elektrischer Ströme unter geringem Spannungsabfall und geringer Wärmeerzeugung (Joulsche Wärme).

Im Sonderfall des Fototransistors als Sensor soll Licht in den Halbleiter selbst eindringen können.
Materialien der Gehäuseschale:
- Glas, geblasen, schwarz lackiert
- Alublech, tiefgezogen
- Bleche aus Kupferwerkstoffen (dünne Kuppel über dicker, gelochter Platte), galvanisiert, verlötet oder verschweißt
- Duroplast

Einbettung der Kontakte:
- Glas
- Klebstoff
- Duroplast
- Keramik

## Bezeichnung
Zur Bezeichnung von Transistor-Typen gab es zunächst unterschiedliche Bezeichnungen der einzelnen Hersteller (wie OC71 für einen Valvo-Germanium-Transistor). Dann wurden unterschiedliche Normen eingeführt: z. B. Pro Electron in Europa, JEDEC in den USA und JIS in Japan. Um vergleichbare Typen unterschiedlicher Bezeichnungs-Schemata zu finden, gibt es Vergleichstabellen.
Bei Pro Electron beschreibt der erste Buchstabe das verwendete Halbleitermaterial (z. B. „A“: Germanium, „B“: Silicium) und der zweite die Funktion (z. B. „A“: Diode, „F“: HF-Transistor). JEDEC bezeichnet Dioden mit „1N“ und Transistoren mit „2N“.